# Metasychis
Scoloplos (лат.) — род морских кольчатых червей из семейства Maldanidae подкласса Sedentaria класса многощетинковых. Типовой вид Maldane disparidentata Moore, 1904, ныне известный как Metasychis disparidentatus (Moore, 1904). В ископаемом виде неизвестны.
Морские придонные многощетинковые черви с длинным цилиндрическим телом, обычно изгибающимся на одном или обоих концах. Его можно разделить на четыре части: 1) голова, образованная дорсально расположенным простомиумом, сросшимся с перистомиумом, иногда с уплощённой цефалической пластинкой; 2) торакс, образованный первыми четырьмя хаэтигерами брюшко, состоящее из нескольких более длинных хаэтигеров, за которыми часто следует ряд ахаэтовидных (то есть не имеющих хаэтов) сегментов; 4) задний конец с пигидием, содержащим анальное отверстие. Встречаются в Тихом и Атлантическом океанах от тропических до умеренных вод. Они безвредны для человека, не являются объектами промысла. Их охранный статус не определён.

## Классификация
По данным World Register of Marine Species, на май 2025 года род включает 5 видов:
- Metasychis collariceps (Augener, 1926)
- Metasychis disparidentatus (Moore, 1904)
- Metasychis fimbriatus (Treadwell, 1934)
- Metasychis gotoi (Izuka, 1902)
- Metasychis varicollaris Wang, Li & Wang, 2021